# Sun Ra

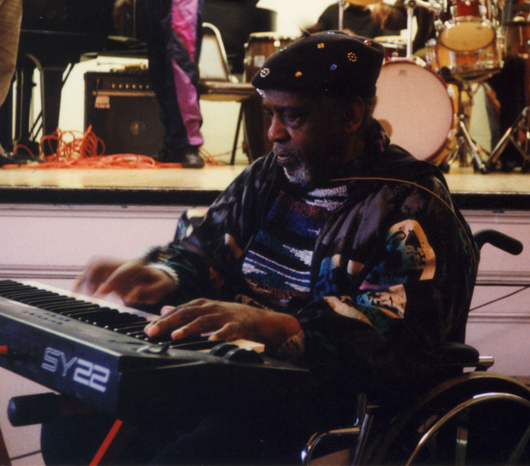
Sun Ra (1992)

Sun Ra (* 22. Mai 1914 in Birmingham, Alabama; † 30. Mai 1993 ebenda; eigentlich Herman „Sonny“ Poole Blount) war ein US-amerikanischer experimenteller avantgardistischer Jazzkomponist und -musiker (Piano, Orgel, Keyboard).
Er war bekannt für seine avantgardistische Herangehensweise an die Musik und seine einzigartige Mischung aus Jazz, elektronischer Musik und afrikanischen Rhythmen. Sun Ras Musik war oft experimentell und erkundete neue Klanglandschaften. Er gründete das Arkestra, eine bis heute bestehende Band, die für ihre energetischen Live-Auftritte und ihre kosmische Ästhetik bekannt ist. Mittlerweile gilt er zudem als eine Schlüsselfigur des Afrofuturismus.

## Leben und Werk
Sun Ra war lange einer der umstrittensten Jazzmusiker. Durch einen eigenen, eklektischen Stil und seine Ideen polarisierte er Kritiker und Publikum. Sahen die einen in ihm einen genialen Innovator, so galt er anderen als Scharlatan. Sun Ras Leistung als einer der Wegbereiter des Free Jazz ist jedoch unbestritten.
Berühmtheit erlangte er durch seine musikalischen Kompositionen und Darbietungen wie durch seine bizarren astrologischen Predigten und Philosophien. 1952 legte er seinen Geburtsnamen ab, nahm den Namen Sun Ra an (Ra ist der Name des antiken ägyptischen Sonnengotts) und leitete eine teils großformatige Band, die als Arkestra bekannt wurde. Die bekanntesten Mitglieder des Arkestra waren die Saxophonisten John Gilmore und Marshall Allen, der das Arkestra bis heute leitet. Das Wort Arkestra begriff Sun Ra als Verbindung von Arché und Orchester.
Die musikalische Entwicklung Sun Ras kann grob in drei Perioden eingeteilt werden. In den 1950er Jahren entwickelte sich seine Musik aus dem Bigband-Swing, mit dem er in den 1940er-Jahren seine Karriere begann. Zu dieser Zeit spielte er mit Wynonie Harris. Für den Lebensunterhalt lebte er auch von Aufträgen, die Red Saunders für ihn in die Wege leitete, zum Beispiel als Arrangeur im Chicagoer Club DeLisa, dessen Resident-Band von Saunders geleitet wurde. In einer Art Neu-Erfindung seiner selbst bildete sich thematisch der typische, von Weltraumthemen bestimmte, Cosmic Jazz heraus, mit dem er berühmt wurde. Musikkritikern und Jazzhistorikern zufolge wurden einige seiner besten Werke in dieser Periode geschaffen. Erwähnenswerte Sun-Ra-Alben der 1950er-Jahre sind neben vielen anderen Super-Sonic Jazz, Visits Planet Earth, Interstellar Low Ways, Angels and Demons at Play, We Travel the Space Ways und Jazz in Silhouette.
Zudem begann der Exzentriker, ebenfalls in den 1950er-Jahren, sonderbare Kostüme und Kopfschmuck in ägyptischem Stil zu tragen. Er behauptete, er stamme nicht von der Erde, sondern vom Planeten Saturn, und entwickelte seine Selbstdarstellungen als Kunstfigur aus „kosmischen“ Philosophien und einer lyrischen Dichtung, die vor allem Bewusstsein und Frieden predigte. Er distanzierte sich vom Rassismus, unter dem er selbst zu leiden hatte, wenn es um Tourneen und Konzerte des Arkestra ging, ohne sich jedoch öfter dazu zu äußern. Überhaupt sprach er, anders als viele schwarze Musiker seiner Generation, selten über umstrittene Themen. Stattdessen konzentrierte er sich auf die Musik. Das Ensemble der Musiker, die mit ihm zusammenarbeiteten und auf Tour gingen, lebte zunächst mit ihm wie in einer Sekte zusammen.
Während der 1960er-Jahre durchlief Sun Ras Musik eine chaotische, experimentelle Periode. Als er von der Beat Generation und in der Psychedelic-Rock-Szene wahrgenommen wurde, erreichte seine Popularität ihren Höhepunkt. Sun Ras Alben aus dieser Zeit sind für Hörer, die sich zum ersten Mal mit seiner Musik beschäftigen, oft nur schwer zugänglich. Bekannte Titel sind The Magic City, When Sun Comes Out und Other Planes of There.
Seit 1969 beschäftigte sich Sun Ra intensiv mit den Möglichkeiten der elektronischen Klangerzeugung, die die Synthesizer boten. Er lieh sich von Robert Moog einen Minimoog, der erstmals auf den Alben My Brother the Wind und Space Probe eingesetzt wurde. Während der 1970er-Jahre und später bewegte sich die Musik von Sun Ra und dem Arkestra in konventionelleren Bahnen, blieb dabei aber weiter in hohem Maße eklektisch und energiegeladen. Durch die Zusammenarbeit mit der Sängerin June Tyson gelang es ihm, das Publikum zu fesseln, etwa mit dem Album Sleeping Beauty. In den Konzerten wurden nun auch Jazzstandards interpretiert. Sun Ra fand seit den 1980er Jahren zudem Geschmack an den Filmen von Walt Disney. Er begann Schnipsel aus Disneys Musikstücken in viele seiner musikalischen Darbietungen einzubeziehen. In den späten 1980er-Jahren gab das Arkestra sogar ein Konzert in der Walt Disney World. Die Version von Pink Elephants On Parade des Arkestra ist auf dem Album Stay Awake vertreten, einer Zusammenstellung von Disneymelodien, die von unterschiedlichen Künstlern interpretiert wurden.
Einige von Sun Ras Konzerten aus den 1970er-Jahren sind auf CDs erhältlich. Das Album Atlantis kann als Markstein angesehen werden, der den Beginn seiner 1970er-Periode kennzeichnet.
Sun Ra war einer der produktivsten Musiker des Jazz. Im Laufe seiner Karriere nahm er hunderte Alben auf, von denen viele von winzigen Plattenfirmen veröffentlicht und daher nur in kleinen Auflagen vertrieben wurden. Er veröffentlichte seine Musik vorrangig (für die damalige Zeit außergewöhnlich) auf seinem eigenen Label Saturn und vertrieb sie über den Versandhandel. So blieb Sun Ras Musik dem großen Publikum, das ihn nicht auf Konzerten erleben konnte, unbekannt. In den 1990er-Jahren wurden viele seiner Aufnahmen zum ersten Mal postum auf CDs beim Plattenlabel Evidence veröffentlicht. Das frühe Album Strange Strings (1966) wurde 1998 in die Liste “100 Records That Set the World on Fire (While No One Was Listening)” der Zeitschrift The Wire aufgenommen.
1990 hatte Sun Ra einen (ersten) Schlaganfall erlitten. Er nutzte seitdem einen Rollstuhl und konnte nicht mehr singen, ging aber weiter mit seinem Arkestra auf Tournee, spielte Keyboard und leitete die Band. 1992 verunmöglichte dies ein weiterer Schlaganfall.
Sun Ra und sein Arkestra waren Gegenstand des Dokumentarfilms A Joyful Noise und Darsteller im Blaxploitationfilm Space Is the Place, der auch in vielen Vorstellungen Sun Ras teilweise vorgeführt wurde. Der Soundtrack zu diesem Film, ebenfalls von Sun Ra, ist auf CD erhältlich.

## Diskographische Hinweise
Sun Ra hat von 1956 bis 1993 über 100 Alben aufgenommen. Einige wurden auf seinem eigenen Label El Saturn, neben vielen anderen, unter dem Namen Sun Ra and his Arkestra und zahlreichen Varianten (Sun Ra and his Solar Arkestra, Sun Ra and his Myth Science Arkestra etc.) veröffentlicht.
- Super-Sonic Jazz (1957)
- Jazz in Silhouette (1959)
- Fate in a Pleasant Mood (1965)
- The Heliocentric Worlds of Sun Ra, Vol. 1 (1966)
- The Magic City (1966)
- Angels and Demons at Play (1967)
- Interstellar Low Ways (1967)
- Cosmic Tones for Mental Therapy (1967)
- Strange Strings (1967)
- Atlantis (1969)
- The Solar-Myth Approach (1971)
- It’s After the End of the World: Live at the Donaueschingen and Berlin Festivals (1971)
- Space Is the Place (1973)
- Astro Black (1973)
- Some Blues but not the Kind That’s Blue (1977)
- Disco 3000 (1978)
- Lanquidity (1978)

Auswahl nach Andy Beta (Vulture), Jason Heller (Pitchfork Media), Edwin Pouncey (Jazzwise), Chris May (All About Jazz) und Richard Cook & Brian Morton (The Penguin Guide to Jazz)

## Langjährige Mitglieder des Sun Ra Arkestra
Die Liste erfasst langjährige Mitglieder des Arkestra, mit Hinweis auf die Zeit der Aufnahmetätigkeit mit Sun Ra. In einigen Fällen werden auch die biographischen Daten angegeben.
- Pat Patrick (1954–1988)
- Marshall Allen (seit 1956)
- Art Hoyle (1956)
- John Gilmore (1956–1995)
- Robert Barry (1956–1968)
- Ronnie Boykins (1956–1974)
- Thomas „Bugs“ Hunter (1962–1989)
- Al Evans (1962–1964, 1976–1989)
- Robert Cummings (1963–1970)
- Walter Miller (1963–1969, 1979–1982)
- Danny Davis (1963–1987)
- Ali Hassan (1963–1968)
- James Jacson (1963–1992)
- Clifford Jarvis (1963–1976, 1982/1983)
- Art Jenkins (1964–1971)
- Teddy Nance (1964–1967)
- Bernard Pettaway (1964–1968)
- Lex Humphries (1964–1973)
- Nimrod Hunt (= Carl S. Malone, 1966–1971)
- Jothan Callins (1967, 1975, 1988–1992)
- Charles Stephens (1967–1979)
- Danny Ray Thompson (1967/1968–1992)
- June Tyson (1968–1992)
- Kwame Hadi (= Lamont McClamb; 1969–1977)
- Akh Tal Ebah (= Doug E. Williams; 1969–1977)
- Atakatune (= Stanley Morgan; 1972–1992; † 2018)
- Odun (= Russell Branch; 1972–1975)
- Charles Stephens (1973–1979, mit Unterbrechungen)
- Dale Williams (1974–1979)
- Michael Ray (1977–1992)
- Eddie Gale (1978–1985; * 1941; † 2020)
- Vincent Chancey (1976–1981)
- Ahmed Abdullah (1976–1992)
- Hayes Burnett (1976–1982)
- Craig Harris (1976–1979)
- Noel Scott (1979–1998)
- Luqman Ali (= Edward Skinner; 1977–2003; † 2007)
- Eddie Thomas (= Thomas Thaddeus; 1974–1980)
- Richard „Radu“ Williams (auch Radu Ben Judah; 1977–1981)
- Jaribu Shahid (1977–1981)
- Tyrone Hill (1979–1992)
- Samarai Celestial (= Eric Walker; 1979–1982)
- Kenny Williams (1979–1988)
- Ronnie Brown (1980–1984)
- Rollo Radford (1982–1989)
- John Ore (1982–1992)
- Fred Adams (1982–1991)
- Bruce Edwards (1984–1992)
- Earl „Buster“ Smith (1986–1992)
- Elson Nascimento (1987–1992)
- Clifford Barbaro (1998–1991)